# Сухекомнаты (герб)
Сухекомнаты (пол. Suchekomnaty, Gołekownaty, Komnaty, Kownaty, Suche Komnaty, Suchekownaty) — польский дворянский герб.

## Описание
В красном поле чёрный охотничий рог, украшенный золотом и с серебряной перевязью; на роге поставлен золотой крест. Над нашлемником расположена золотая корона, из которой выходят три страусиных пера.

Сравните Тронбы.

## Герб используют
Бруцкий-Стемпковский (Brucki-Stempkowski),
Бейнер (Bejner, Beyner), Блешинские (Блещинские, Bleszynski, Bleszczynski), Богданские (Bogdanski), Богорские (Bogorski), Хржановские (Chrzanowski), Дромбинские (Drabinski), Драминские (Draminski), Гродзановские (Grodzanowski), Гутовские (Gutowski), Гамшей (Hamszej), Городельские (Horodelski), Казновские (Kaznowski), Кобыльские (Kobylski), Ковнацкие (Kownacki), Леванские (Lewanski), Липинские (Lipinski), Ломинские (Lominski), Ломницкие (Lomnicki), графы и дворяне Миончинские (v. Miaczinsky, Miaczynski, Mionczynski, Mioncynski, Mianczynski), Миляновские (Milanoski, Milanowski), Неводовские (Niewodowski), Никлач (Niklacz), Облочимские (Obloczymski), Обрыцкие (Obrycki), Овлочинские (Owloczynski), Озембловские (Ozieblowski), Павловичи (Pawlowicz), Пеньковские (Pienkowski), Ропелевские (Ropelewski, Ropelowski), Рыдзевские (Rydzewski, Rydzewski Rydze), Ржепницкие (Rzepnicki), Скальские (Skalski), Смидовичи (Smidowicz, Śmidowicz), Словиковские (Slowikowski), Сопота (Sopota), Сорока (Soroka), Сороко (Soroko), Станиславовичи (Stanislawowicz), Стемпковские (Stepkowski), Стемпоковские (Stepokowski), Сухекомнацкие (Suchekomnacki, Suchokomnacki), Сухокомнаты (Suchokomnaty), Тлочинские (Tloczynski), Точиковские (Toczikowski), Тучковские (Tuczkowski), Угровецкие (Uhrowiecki), Уровецкие (Urowiecki), Закржевские (Zakrzewski), Жаровские (Zarowski) , Черниковы (Chernikovi).